# Forge de Marteauneuf
La forge de Marteauneuf, ou Marteau-Neuf, se trouve à Narcy (Nièvre).

## Historique
Attestée depuis 1656, la forge est acquise par Pierre Babaud de la Chaussade en 1754, avant d'être rachetée par le roi Louis XVI en 1781.
L'usine est confisquée en 1793 pour servir à la fabrication d'armes, d'ancres et de clous.
Aliénée en 1833, elle est acquise par Lasné du Colombier en 1840. Elle produit alors « quatre-vingts milliers de petit fer » par an.
La forge de Marteauneuf a fait l'objet d'une inscription à l'inventaire des monuments historiques.

## Archives
La sous-série cotée 10J des Archives départementales de la Nièvre contient diverses pièces relatives à la forge de Marteauneuf, dont des titres datant de 1656.